# Противовоздушная оборона
Противовозду́шная оборо́на (сокр. ПВО) — комплекс мер по обеспечению защиты (обороны) от средств воздушного нападения противника.
Различают ПВО:
- войсковую;
- объектовую;
- корабельную.

В российских условиях следует отличать Войска противовоздушной обороны Сухопутных войск (Войсковая ПВО) от войск (бригад) ПВО Военно-воздушных сил Российской Федерации (зенитные ракетные, радиотехнические, радиоэлектронной борьбы) и бригад противовоздушной обороны Войск воздушно-космической обороны, которые до 1998 года входили в самостоятельный вид вооружённых сил: Войска противовоздушной обороны Российской Федерации.

## Возникновение ПВО в России
В 1891 году в Красном Селе состоялись первые опытные стрельбы по воздушным целям. В качестве воздушных целей были использованы привязанные воздушные шары и аэростаты на конной тяге. Опытные стрельбы по воздушным целям пулевой шрапнелью из четырёхдюймовых пушек, проведённые на Усть-Ижорском полигоне в 1890 году и под Красным Селом в 1891 году, показали высокую эффективность применения артиллерии. Тем не менее было определено, что для успешной борьбы с воздушными целями противника нужна специальная зенитная пушка. В итоге российскими инженерами была разработана 76-мм зенитная пушка образца 1914/15 годов.

Улучшения в артиллерии.
В целях всестороннего улучшения артиллерии в отчётном году по примеру прошлых лет разрешались различные вопросы, относящиеся преимущественно до технической части, и производились нужные испытания.

Важнейшее из исполненного в том отношении было следующее:
…

в) Осадная, крепостная артиллерия и орудия особого назначения.

…
7. Произведенные опыты обстреливания воздушных свободно летящих шаров привели к убеждению, что для получения при такой стрельбе сколько-нибудь надежных результатов необходимы специальные орудия и особые дальномеры; требования для подобных пушек и дальномеров выработаны и сообщены лучшим русским и иностранным заводам и фирмам с предложением разработать проекты пушек и представить образцы дальномеров.
— Из Всеподданнейшего доклада по Военному министерству о мероприятиях и состоянии всех отраслей военного управления за 1909 год

## Во время Первой мировой войны
К началу налётов немецких цеппелинов на Англию там имелось лишь 33 противовоздушных орудия на всю страну. Для предупреждения о налёте германской авиации в Англии использовали акустическую локацию, вдоль побережья были построены бетонные звуковые зеркала. Оператор располагался либо в фокусе зеркала, либо в специальной камере под ним. Это позволяло слышать самолёт на расстоянии примерно 10 км, а при использовании микрофона — на расстоянии 30 км и успеть принять соответствующие меры.

### В России
Дата, от которой начался отсчёт развития территориальных (объектовых) Войск ПВО — 8 декабря 1914 года. Именно она де-юре и является днём рождения системы воздушно-космической обороны России.
30 ноября 1914 года главнокомандующий 6-й армией генерал-адъютант Константин Петрович Фан-дер-Флит приказом за № 90 объявил специальную инструкцию, согласно которой впервые была организована воздушная оборона Петрограда и его окрестностей. Начальником воздушной обороны был назначен генерал-майор Г. В. Бурман, в прошлом инженер, сам разрабатывающий технические новинки для армии. 
8 декабря 1914 года «Инструкция по воздухоплаванию в районе 6-й армии» вступила в силу. Воздушная оборона столицы России начала функционировать. Под руководством Бурмана вокруг Петрограда были размещены, в два пояса (первый на расстоянии 30—40 и второй — 6—15 км от города), два артиллерийских полка. Полки были вооружены обычными 76-мм полевыми пушками (но установленные на специальные станки, конструкции генерала Розенберга и пр.) и длинноствольными пулемётами. Всё это позволяло вести огонь по авиации, летающей на высотах до 3 км (верхняя планка для аэропланов тех времён). В Гатчинской авиационной школе были назначены специалисты для борьбы с самолётами в воздухе, ставшие прообразом лётчиков-истребителей.Вскоре при начальнике воздушной обороны был учреждён штаб воздушной обороны, введены должности помощников и заместителей начальника обороны.
В 1914 году на Путиловском заводе инженером Ф. Ф. Лендером и капитаном В. В. Тарновским было разработано первое в России специальное орудие, предназначенное для ведения огня по воздушным целям 3″ зенитная пушка Тарновского — Лендера.
В первые месяцы войны стала насущной необходимость создания истребительной авиации.
Чтобы исключить незаметный пролёт воздушных судов противника к городу, весной 1916 года на побережье Ботнического и Рижского заливов была сформирована сеть воздушных наблюдательных постов — на вышках стояли наблюдатели, при появлении самолётов передававшие информацию об этом связистам, а те, по полевому телефону, — в штаб ПВО.
Первая линия из 47 постов была удалена от окраин столицы на 100—140 км. Вторая линия в составе 36 постов приближена к Петрограду на расстояние до 60—80 км. Принятые меры привели к построению целостной системы воздушного наблюдения в границах ответственности Петроградского военного округа. К началу 1917 года она уже располагала 83 постами, объединёнными в две линии воздушного оповещения.
В целях заблаговременного вскрытия движения воздушного флота противника в сторону российской столицы командование Петроградского военного округа по инициативе генерала Бурмана в начале 1917 года приступило к развёртыванию системы разведки и пеленгации переговоров противника в воздухе, получившей в дальнейшем официальное название «Радиотелеграфная оборона Петрограда».
В декабре 1916 года Бурман планировал установить радиогониометрические станции в городах Выборге, Нарве и на станции Сиверской (80 км южнее Петрограда). Позднее предполагалось «для своевременного обнаружения могущего появиться воздушного противника» развернуть ещё три аналогичные станции.
Благодаря настойчивости Г. Бурмана состоялось решение начальника штаба ВГК о создании в апреле 1917 года Петроградского авиационного дивизиона. По решению Ставки органы и войска воздушной обороны были переименованы. Штаб стал называться штабом воздушной обороны Петрограда. Система ПВО, созданная Бурманым, была одобрена Военным министерством. Генерал Бурман остался во главе воздушной обороны столицы.
За годы Первой мировой войны ни один самолёт противника не проник в воздушное пространство столицы империи — Петрограда.
После Октябрьской революции воздушная оборона во главе с Г. Бурманом и новым начальником штаба П. Вотинцевым поступила в распоряжение Петроградского ВРК. Уже при подавлении выступления Керенского—Краснова части ПВО Петрограда зенитным огнём сбили один из двух аэропланов, поддерживавших мятеж. К началу 1918 года воздушную оборону Петрограда осуществляли 13 батарей, ряд пулемётных взводов и прожекторных команд.

## Межвоенный период
С 1924 года Штаб РККА стал основным планирующим органом создания ПВО Советского Союза. В директиве Штаба РККА военным округам, управлениям и службам Наркомата по военным и морским делам от 25 августа 1925 года впервые были применены термины «противовоздушная оборона страны» и «противовоздушная оборона фронтовой полосы» и подчёркнуто их различие.
В сентябре-октябре 1932 вопросы организации противовоздушной обороны страны были рассмотрены на правительственном уровне и 4 октября 1932 постановлением СНК СССР № 1525/319сс утверждается Положение о противовоздушной обороне Союза Советских Социалистических Республик.
В феврале-апреле 1938 года для защиты от ударов с воздуха Москвы, Ленинграда и Баку были сформированы корпуса ПВО, а Киева — дивизия ПВО. В состав корпусов и дивизии ПВО крупных центров страны входили соединения и части зенитной артиллерии, зенитных пулемётов, зенитных прожекторов, воздушного наблюдения, оповещения и связи, а также части и подразделения аэростатов заграждения. Командирам корпусов и дивизии ПВО оперативно подчинялась истребительная авиация ВВС, назначенная для выполнения задач противовоздушной обороны объектов.
27 декабря 1940 года приказом наркома обороны за № 0368 Управление ПВО РККА было преобразовано в Главное управление ПВО Красной Армии. Этим приказом на начальника ГУ ПВО возлагалось руководство противовоздушной обороной территории СССР и разработка вопросов использования средств ПВО.
В межвоенный период для противовоздушной обороны были разработаны различные образцы ВВТ, хотя не все они имели требуемое качество. Поступление же в войска новых типов оружия затруднялось вследствие недостаточной промышленной базы страны. По объективным и субъективным причинам ряд образцов ВВТ либо вообще не был принят в производство, либо качественно новое вооружение изготавливалось в ничтожно малых количествах.
Для защиты войск и объектов от действий средств воздушного нападения были разработаны ЗСУ на базе ГАЗ-АА («полуторки»), 29К и другие.
В январе 1941 года вышло постановление СНК СССР «Об организации противовоздушной обороны». В нём определялась угрожаемая по воздушному нападению зона на глубину до 1200 км от государственной границы. На этой территории в составе военных округов создавались зоны противовоздушной обороны, имевшие в своём составе районы и пункты ПВО.
15 мая 1941 года воздушное пространство СССР было нарушено немецким самолётом, приземлившимся под Москвой.
К началу Великой Отечественной войны противовоздушная оборона страны включала: зон ПВО — 13, корпусов ПВО — 3, дивизий ПВО — 2, бригад ПВО — 9, бригадных районов ПВО — 39. Численность личного состава В ПВО — 182 тыс. человек.

## Во времяВторой мировой войны
К концу 1930-х годов были разработаны и начали использоваться так называемые ПУАЗО (приборы управления зенитным огнём) — сложные электромеханические устройства, предназначенные для автоматического наведения на цель зенитных орудий. Применялись также звукоулавливатели-пеленгаторы, которые определяли направление, откуда приближаются самолёты.
Изобретённые радиолокаторы сразу же нашли самое широкое применение в средствах ПВО (как воздушных, так и наземных). К концу войны были разработаны радарные ПУАЗО, резко повысившие эффективность зенитного огня.
Большое значение для повышения эффективности зенитного огня имело изобретение неконтактных взрывателей (радиовзрыватель и прочее).
Активное применение авиации являлось одним из ключевых инструментов германской стратегии блицкрига, что красноречиво и убедительно подтверждалось бомбардировками Герники, Варшавы, Роттердама. Поэтому усиление войск ПВО имело значение первостепенной важности.

### СССР
Противовоздушная оборона войск и охраняемых пунктов находится в состоянии полной запущенности. Существующее состояние ПВО не отвечает современным требованиям.
Вооружению активных средств ПВО зенитной артиллерии не уделялось достаточного внимания. Совершенно недостаточна обеспеченность приборами управления зенитной артиллерии. Дальномеры, состоящие на вооружении, не обеспечивают стрельбу на высотах более 6,2 км, а приборы ПУАЗО несовершенны.

Подготовка зенитных частей неудовлетворительная, и тренировка их ведётся с устарелыми типами самолётов. Нет практики с современными самолётами.
Слабо развиты прожекторные части, не все объекты обеспечены прожекторами, и вследствие этого имеющаяся в них зенитная артиллерия способна отражать воздушного противника только днем.

Служба ВНОС плохо организована, слабо подготовлена, плохо вооружена и не обеспечивает своевременного обнаружения самолётов противника и оповещения. Радиоперехватывающие средства (РУС-1, РУС-2 и РЕДУТ) имеются только в отдельных образцах. Нет ясности, кому подчиняется служба ВНОС — командующему ВВС или отделу ПВО.

Наркоматом обороны к моменту приёма не было выполнено постановление Правительства о введении в приграничных округах помощников командующего войсками по ПВО.
Руководство Наркомата обороны работой местных пунктов ПВО неудовлетворительное и слабое.

При существующем состоянии руководства и организации ПВО должная защита от воздушного нападения не обеспечивается.— Акт о приёме Наркомата Обороны Союза СССР тов. Тимошенко С. К. от тов. Ворошилова К. Е., Публ. по журн. “Известия ЦК КПСС”. 1990. № 1. С. 193—208. ЦАМО, ф. 32, оп. 11309, д. 15, лл. 1—31 (Цитируется по книге: Приказы народного комиссара обороны СССР. 1937 — 21 июня 1941 г. — М.: Терра, 1994. — Т. 13 (2—1). — С. 298—309. — 368 с. — (Русский архив: Великая Отечественная). — ISBN 5-85255-484-7)
С первых дней войны опыт боевых действий показал необходимость прикрытия маршевых колонн Красной Армии от авиации противника. Установки типа М4 винтовочного калибра были малоэффективны, а орудия типа «29К» и 52-К требовали слишком большого времени для их перевода из походного состояния в боевое. Надёжное прикрытие маршевых колонн, которые нередко оказывались практически без защиты, могли бы обеспечить автоматические пушки или крупнокалиберные пулемёты, размещённые на самоходной установке, способной двигаться вместе с колоннами и поразить цель, как только эта цель будет обнаружена. Понимая важность прикрытия стрелковых и других войск РККА ВС СССР от авиационного воздействия противника, в Союзе ССР, разрабатывались самоходные зенитные установки (специальные танки). После испытания нескольких менее удачных прототипов в войска стали поступать лёгкие самоходно-артиллерийские установки ЗСУ-37.
Наивысшая плотность зенитной артиллерии была при обороне Москвы (сбито 350 самолётов), Ленинграда и Баку — в 8—10 раз больше, чем при обороне Берлина и Лондона.
При защите Москвы от авианалётов в 1941 году радиолокаторы РУС-2 сыграли значительную роль. Позиции радиолокационных станций были совмещены с наблюдательными постами ВНОС (воздушного наблюдения, оповещения и связи). Но эффективность ПВО могла быть ещё выше, если бы всю многочисленную сеть постов ВНОС Московской зоны ПВО можно было заменить несколькими парными постами РЛС РУС-2. Также в ходе войны стала ясна необходимость применения радиолокационных станций орудийной наводки для управления зенитной стрельбой, а также целесообразность их дальнейшего совершенствования. Применение в зоне ПВО Москвы лишь одной опытной зенитной батареи, оснащенной СОН, значительно улучшило её эффективность.
4 июля 1943 года в соответствии с Постановлением ГКО от № 3686сс «О радиолокации» был сформирован Совет по радиолокации при ГКО. Его инициаторами стали военный инженер М. М. Лобанов и учёный А. И. Берг.
Для защиты войск и объектов от действий средств воздушного нападения были разработаны СУ-76 и ЗСУ-37, послужившая прообразом для американской ЗСУ M13 и M16 и британской ЗСУ Crusader III, AA Mk I с 40-мм пушкой «Бофорс».
- Счетверённая зенитно-пулемётная установка образца 1931 года М4
- Девушки — бойцы ПВО несут боевое дежурство на крыше дома в блокадном Ленинграде, 1 мая 1942 года, фото Борис Кудояров
- Фото Д. М. Трахтенберга «Зенитчики на страже Ленинградского неба», октябрь 1941
- Солдаты, обороняющие Москву во время Великой Отечественной войны, готовят зенитные орудия 52-К в парке культуры имени М. Горького к отражению налёта немецких бомбардировщиков. Москва, Россия
- Стандартный советский переносной газгольдер на 125 м³ для наполнения газом аэростатов на Невском проспекте Ленинграда, 9 октября 1941 года, фото Анатолий Гаранин
- Четвёрка пулемётов 50 калибра M45 для противовоздушной обороны, смонтированных на прицепе М20 (производства США). Экспонат музея военной техники в городе Дикирх, Люксембург
- Группа наведения зенитного расчёта при обороне Москвы, 1 ноября 1941 года, фото Олег Кнорринг
- Военнослужащие устанавливают Аэростат заграждения, Москва, 20 июня 1942 года, фото Владимир Грановский
- Средства звукового наблюдения. Для обнаружения самолётов войсками ПВО применялись звукоулавливатели, которые по звуковым волнам, излучаемым моторами и винтами самолёта, позволяли определять направление, но не расстояние, на услышанный самолёт
- Зенитный прожектор
- Советские зенитчики на улицах Данцига используют американские ЗСУ M-17[англ.] с установкой M-45[англ.], март 1945 года

### Великобритания
В годы Второй мировой войны Великобритания была вынуждена тратить значительные ресурсы для защиты от разрушительных налётов германской авиации.
Ещё в 1938 году в Великобритании были развёрнуты радиолокационные станции обнаружения воздушных целей Chain Home. Они внесли значительный вклад в оборону Великобритании от воздушных атак, в особенности во время «битвы за Британию» 1940 года. Британское небо защищала зенитная артиллерия, а также истребители Hurricane Mk I и Spitfire Mk I.
Система ПВО Британских островов в первый год второй мировой войны была сформирована с учётом ряда важных особенностей: централизация руководства всей группировкой ПВО сочеталась с децентрализованным выполнением ею своих задач. Общее руководство ПВО выполнял Комитет под председательством премьер-министра, которому подчинялся Командующий истребительной авиацией метрополии. По сути, штаб командующего являлся штабом ПВО метрополии, командующему непосредственно подчинялись три истребительные авиационные группы, командование зенитной артиллерии, командование аэростатов заграждений и Королевский наблюдательный корпус. К лету 1940 года территория Британских островов была разделена на четыре района ПВО, к концу года — на шесть.
В районы ПВО входили: истребительная авиация, зенитная артиллерия, прожекторные бригады, служба воздушного наблюдения, аэростаты воздушного заграждения и гражданская оборона. Тем самым, система ПВО каждого района состояла из
ряда подсистем: активных (истребительного и зенитно-артиллерийского прикрытия) и вспомогательных (наблюдения, заграждения, гражданской обороны). При подобной организации в случае временного нарушения централизованного управления
каждая подсистема могла самостоятельно решать ранее поставленные задачи. Управление боевыми действиями истребительной авиации осуществлялось командирами авиационных групп через начальников секторов. Каждая авиационная группа и каждый из секторов имели свои командные пункты, куда поступали донесения службы наблюдения о противнике и откуда по телефону отдавались приказы о подъёме истребителей в воздух. Истребительная авиация действовала в основном вне зоны своего зенитного огня, то есть на дальних подступах к обороняемым районам.
Успешные действия британской ПВО во многом были предопределены интеграцией средств обнаружения вражеских бомбардировщиков и управления истребительной авиацией, которая получила название «системы Даудинга» по фамилии Хью Даудинга, возглавлявшего Истребительное командование Королевских ВВС. Операторы радаров Chain Home обнаруживали немецкие самолёты, определяли пеленг и дистанцию до цели. Эти сведения передавались «плоттерам», которые наносили метку на карту. Вся первичная информация от радарных пунктов и центров управления наблюдения сообщалась в главный командный центр в Бентли Прайори в Харроу. Там вся информация визуализировалась на столах в виде цветных маркеров. Цвет маркера обозначал отрезок времени получения данных, на маркер с помощью магнитов наносилась информация о высоте и количестве вражеских самолётов в группе. Цвет меток высоты совпадал с цветом сектора специальных «секторных часов» на момент получения информации, что позволяло понять, когда следует изменить положение маркеров на столе.
Несколько маркеров, соответствующих одной группе вражеских самолётов, образовывали протяжённый трек на карте. Но проблема заключалась в том, что одной группе немецких самолётов обычно соответствовало несколько треков, так как доклады об одних и тех же самолётах поступали с разных станций и пунктов наблюдения. Поэтому так называемые «фильтраторы» пытались определить «истинный» трек, соответствующий по своим характеристикам реальной группе целей. После этого информацию о нём направляли в оперативные комнаты истребительных групп, и истребители наводились на цель.
Вышеописанную работу, требовавшую спокойствия и педантичности, в основном выполняли женщины из Женской вспомогательной службы ВВС. Благодаря слаженной работе операторов системы управления британские лётчики вступали в бой с противником, заранее зная о его появлении, и успевали занять удобную для атаки позицию с превышением по высоте. Не требовалось постоянно держать истребители в воздухе, тратя топливо и утомляя пилотов. Немецкий лётчик-ас А. Галланд, командовавший одной из немецких истребительных эскадр, вспоминал:

С самого начала британцы имели исключительное преимущество, которое так и не было сбалансировано в течение всей войны. Этим преимуществом была их радиолокационная сеть и система управления радиолокаторами и истребителями. Это оказалось для нас очень горьким сюрпризом. У нас не было ничего подобного. Мы не могли сделать ничего другого, кроме как нанести удар в лоб против исключительно хорошо организованной и решительной обороны Британских островов.

Основой зенитной артиллерии Великобритании к 1941 году стали 94-мм зенитные орудия. Также применялись ракетные зенитные установки, известные как «батареи Z».
В 1942 году в море на подходах к крупным британским портам началось строительство платформ с зенитными орудиями, известных как форты Маунселла.
В 1944 году зенитная артиллерия и истребители достаточно успешно сбивали самолёты-снаряды Фау-1. Но перехватывать летящие на огромной скорости ракеты Фау-2 имеющимися средствами было невозможно, наиболее действенным способом борьбы с ними стала бомбёжка их стартовых позиций.

### Германия
88-мм зенитные орудия обычно использовалась батареями по четыре пушки, которые входили в состав тяжёлых батальонов ПВО. Для управления огнём любое количество пушек можно было соединить в батарею с присоединением к командному пункту. Такой центр включал в себя трейлер с генератором, трейлер с поисковым прожектором и приборы наведения на цель. Все орудия батареи подключались к такому командному центру.
При защите объекта во время ночных налётов союзной авиации, сначала проводился поиск и «захват» цели прожектором. Оператор установки наведения должен был затем визуально отслеживать цели. Приборы же, встроенные в установку слежения автоматически выдавали данные высоты цели и угла над горизонтом прямо на приборы наведения каждой зенитной пушки. Каждый из приборов наведения был дублирован — на малые циферблаты орудий выводились данные из командного центра. Всё, что оставалось сделать наводчику каждой пушки, это выставить точно такие же значения на больших циферблатах, то есть навести на цель собственную пушку.
Таким образом, огневая мощь всей батареи могла быть сосредоточена на одной цели, что создавало плотный заградительный огонь.
Также для наведения зениток по самолётам, которые летели на большой высоте, использовались данные с радиолокационных приборов. Точность приборов была ±100 м, для радара «Вюрцбург» она составляла ±15 метров, поэтому для наведения задавался определённый сектор обстрела, по которому вела огонь вся батарея (или несколько батарей). При таком способе стрельбы требовалось очень большое количество боеприпасов: чтобы сбить один самолёт, нужно было выстрелить по нему 5000—8000 снарядов. Главным недостатком немецких зенитных орудий было отсутствие неконтактных взрывателей. Установка этих приспособлений могла многократно увеличить эффективность зенитных батарей, что кардинально повлияло бы на результат войны в воздухе. Зенитные батареи Германии состояли из 88-мм, 105-мм и 128-мм зенитных орудий, способных производить 12-15 выстрелов в минуту, снаряд такого орудия мог нанести серьёзный урон самолёту даже разорвавшись на расстоянии 15 метров от цели.
За время войны союзников в воздухе над Европой было сбито 40000 военных самолётов, 18000 американских и 22000 английских (Hidden in Plain Sight: the Secret History of Silicon Valley by Steve Blank).
Для защиты немецких городов от массированных налётов союзников были построены зенитные башни люфтваффе, а также линия Каммхубера.
Для защиты войск и объектов от действий средств воздушного нападения в Германии были разработаны ЗСУ (Flakpanzer) Möbelwagen, Wirbelwind, Ostwind, Kugelblitz и Нимрод.
- Счетверённый 20-мм зенитный автомат FlakVierling 38 на башне Flakturm
- Немецкое орудие противовоздушной обороны Flak, применявшееся во Второй мировой войне. Экспонат Немецкого исторического музея в Берлине
- Немецкое 20-мм орудие ПВО
- Немецкая система акустического наведения зенитной артиллерии
- Немецкий радар FuMo 214 «Würzburg-Riese»[нем.] на побережье Нормандии, 1944 год
- Немецкое 88-мм зенитное орудие отбитое бойцами Словацкого сопротивления
- Орудийный расчёт ПВО у 128-мм зенитного орудия на зенитной башне

## Холодная война

### США
В 1946 году было создано Командование противовоздушной обороны США, которое приступило к развертыванию системы ПВО в северо-восточных и северо-западных районах США. В 1954 году было создано Континентальное командование противовоздушной обороны.
Так как число советских дальних бомбардировщиков в конце 1940-х годов значительно увеличилось и после появления у СССР в 1949 году атомной бомбы возникла угроза ядерного нападения на США, то вопросы противовоздушной обороны получили приоритет. Кратчайшим маршрутом для удара по США для советских бомбардировщиков был путь через Северный полюс, поэтому в начале 1950-х годов США и Канада договорились о создании сети радиолокационных станций, позволявших своевременно обнаружить такое нападение.
Первой к 1954 году была построена «Пайнтри лайн» (Pinetree Line), в состав которой входило 33 РЛС, размещенных вдоль южной границы Канады. Но её недостатками были наличие маловысотных «окон» и малая глубина эшелонирования. Поэтому было рекомендовано построить ещё две сети РЛС. К 1957 году были сооружены среднеканадская линия (Mid-Canada Line), которая позволяла обнаруживать низколетящие самолёты, и третий рубеж дальнего радиолокационного предупреждения (линия «Дью»). После завершения строительства этих трёх линий РЛС стало возможно получить предупреждение о приближении советских бомбардировщиков с севера за 2–3 часа. При нападении же со стороны Тихого или Атлантического океана советские бомбардировщики должны были обнаружить патрульные самолёты дальнего радиолокационного обнаружения, патрульные корабли ВМС и радиолокационные станции на морских платформах. Для управления всей этой системой в 1958 году было создано Командование воздушно-космической обороны Северной Америки.  В начале 1960-х годов в его распоряжении были 2000 истребителей-перехватчиков, 3900 вспомогательных самолётов поддержки, 575 ракет  «земля – воздух», 480 РЛС и четверть миллиона служащих.
В 1953 году были приняты на вооружение первые американские зенитно-ракетные комплексы MIM-3 Nike Ajax, а в 1957 году на вооружение поступили зенитно-ракетные комплексы сверхбольшой дальности CIM-10 Bomarc. Большинство развёрнутых ракет оснащались ядерными боевыми частям для поражения целых групп вражеских бомбардировщиков. Но при размещении «Бомарков» в США существовала одна проблема — перехват советских бомбардировщиков происходил бы над территорией Канады и соответственно воздушные ядерные взрывы осуществлялись бы над густонаселёнными канадскими провинциями. Поэтому было предложены разместить ракеты в Канаде, чтобы сдвинуть зону перехвата дальше на север. В 1963 году в Канаде была развёрнута первая эскадрилья «Бомарк».
Практически одновременно с «Бомарками» на вооружение были приняты ЗРК MIM-14 Nike-Hercules.
Для управления системой ПВО Северной Америки в 1963 году была введена в эксплуатацию система SAGE, которая представляла собой одну из первых крупномасштабных глобальных компьютерных сетей. Фирмой IBM совместно с Массачусетским технологическим институтом (MIT) для этой системы был разработан компьютер IBM AN/FSQ-7. Этот самый большой из когда-либо построенных компьютеров весил 250 тонн, занимал площадь в 20 тыс. кв. футов и потреблял более 1 МВт электроэнергии.

### СССР
В 1945—1946 годах в СССР были возобновлены прерванные войной работы по созданию 100-мм зенитного артиллерийских комплекса ЗАК-100, способного сбивать самолёты на высотах до 12 км. Перевооружение зенитно-артиллерийских частей на него началось в 1949 году. Одновременно велась разработка 130-мм комплекса ЗАК-130 для борьбы с самолётами на высотах свыше 12 км, а также 152-миллиметровых зенитных пушек КМ-52.
В 1950—1953 годах советские зенитчики и лётчики истребительной авиации принимали участие в Корейской войне.
В начале 1950-х годов начались полёты американских и британских реактивных самолётов-разведчиков над советской территорией, которым советская ПВО с трудом могла противостоять.
Первой советской зенитной ракетной системой стала С-25 «Беркут», предназначенная для круговой противовоздушной обороны Москвы. Она была принята на вооружение в 1955 году. Но она была стационарной, а требовались мобильные ЗРК, способные переместиться при необходимости на новые позиции по железной дороге или  своим ходом. Первой такой советской системой стала С-75, принятая на вооружение в 1957 году. Она убедительно продемонстрировала свои возможности, сбив в 1960 году высотный американский самолёт-разведчик U-2.
Затем потребовалось повышение дальности стрельбы для борьбы со стратегическими бомбардировщиками – носителями крылатых ракет «воздух – земля» до рубежей их пуска. Способный решить эту задачу ЗРК С-200 был принят на вооружение в 1967 году.
Советские зенитчики в составе Группы советских военных специалистов во Вьетнаме участвовали во Вьетнамской войне, советские зенитчики и лётчики истребительной авиации в составе Группы советских военных специалистов в Египте участвовали в египетско-израильской войне на истощение.
В 1987 году репутация советской ПВО пострадала из-за беспрепятственного полёта Матиаса Руста на лёгком самолёте над территорией СССР.